# USS Smith Thompson (DD-212)
USS Smith Thompson (DD-212) là một tàu khu trục lớp Clemson được Hải quân Hoa Kỳ chế tạo vào cuối Chiến tranh Thế giới thứ nhất, và đã hoạt động cho đến năm 1936 khi nó bị hư hại do va chạm đến mức không thể sửa chữa và bị đánh đắm. Nó là chiếc tàu chiến duy nhất của Hải quân Hoa Kỳ được đặt tên theo Bộ trưởng Hải quân Smith Thompson (1768-1843).

## Thiết kế và chế tạo
Smith Thompson được đặt lườn vào ngày 24 tháng 3 năm 1919 tại xưởng tàu của hãng William Cramp and Sons ở Philadelphia, Pennsylvania. Nó được hạ thủy vào ngày 14 tháng 7 năm 1919, được đỡ đầu bởi bà Kate E. Lloyd, cháu của Bộ trưởng Thompson; và được đưa ra hoạt động vào ngày 10 tháng 12 năm 1919 dưới quyền chỉ huy của Hạm trưởng, Trung tá Hải quân B.G. Barthalow.

## Lịch sử hoạt động
Sau khi hoàn tất chạy thử máy dọc theo bờ Đông Hoa Kỳ, Smith Thompson khởi hành từ Philadelphia vào ngày 8 tháng 2 năm 1920 để đi sang vùng biển Địa Trung Hải, đi đến Constantinople, Thổ Nhĩ Kỳ vào ngày 25 tháng 2. Được phối thuộc cùng Lực lượng Hải quân Hoa Kỳ tại châu Âu tại vùng biển Thổ Nhĩ Kỳ dưới quyền Chuẩn đô đốc Mark L. Bristol, chiếc tàu khu trục hoạt động tại khu vực Đông Địa Trung Hải và Hắc Hải trong hơn một năm, viếng thăm các cảng Thổ Nhĩ Kỳ, Nga, Romania, Bulgaria, Syria, Hy Lạp và Ai Cập. Do sự xung đột giữa Thổ Nhĩ Kỳ và Nga, các con tàu dưới quyền Chuẩn đô đốc Bristol thường được giao những nhiệm vụ bất thường như duy trì liên lạc vô tuyến, vận chuyển thư tín và nhân sự, đưa các đại biểu ngoại giao Hoa Kỳ và các tổ chức bác ái đến các cảng, di tản công dân Hoa Kỳ, thường dân, bệnh nhân và người bị thương khỏi các cảng bị xung đột đe dọa, đặc biệt là các cảng miền Nam nước Nga. Chuẩn đô đốc Newton A. McCully, trong một chuyến đi nhằm mục đích khảo sát đến miền Nam nước Nga như một đặc sứ của Bộ Ngoại giao Hoa Kỳ, đã nhận được sự giúp đỡ của lực lượng hải quân, và trong nhiều dịp Smith Thompson đã phục vụ như là soái hạm của đô đốc McCully.
Vào ngày 2 tháng 5 năm 1921, Smith Thompson cùng đội của nó khởi hành từ Constantinople để gia nhập Hạm đội Á Châu, đi đến Cavite, Philippines vào ngày 29 tháng 6. Trong bốn năm tiếp theo, nó hoạt động tại vùng quần đảo Philippine, dọc theo bờ biển Trung Quốc và tại vùng biển Nhật Bản, bảo vệ tính mạng và tài sản của công dân Hoa Kỳ đồng thời tiến hành huấn luyện thời bình. Vào đầu tháng 9 năm 1923, sau khi được tin Tokyo và Yokohama hầu như bị phá hủy toàn bộ sau trận động đất Kantō, kèm theo sóng thần và hỏa hoạn vào các ngày 30 và 31 tháng 8, Đô đốc Edwin Anderson, Jr., Tư lệnh Hạm đội Á Châu, lập tức gửi Smith Thompson và đội của nó với hàng tiếp liệu thuốc men đến trợ giúp. Nó đi đến nơi vào ngày 5 tháng 9, và hoạt động như một trạm truyền vô tuyến tại Yokohama và như một tàu trạm tại Tokyo trước khi lên đường quay về vào ngày 21 tháng 9. Các tàu khu trục Hoa Kỳ là những tàu nước ngoài đầu tiên đi đến Yokohama và nhận được sự biết ơn của chính phủ Nhật Bản.
Trong năm tiếp theo, Smith Thompson thực hiện một nhiệm vụ đặc biệt khác, khi đi đến ngoài khơi bờ biển Trung Quốc từ ngày 7 đến ngày 10 tháng 6, và phục vụ như cột mốc vô tuyến dẫn đường hỗ trợ cho chuyến bay tiên phong vòng quanh thế giới từ ngày 9 tháng 4 đến ngày 28 tháng 9 do Quân đoàn Không quân Hoa Kỳ (tiền thân của Không quân Hoa Kỳ ngày nay) thực hiện. Nó quay trở về vùng bờ Đông Hoa Kỳ vào năm 1925 ngang qua San Diego, California và kênh đào Panama, đi đến Hampton Roads vào ngày 16 tháng 7. Sau khi được đại tu, nó gia nhập Hải đội Khu trục trực thuộc Hạm đội Tuần tiễu, và di chuyển dọc theo vùng bờ Đông và vùng biển Caribe trong các hoạt động huấn luyện. Trong tháng 9 và tháng 10 năm 1926 và tháng 1 năm 1927, chiếc tàu khu trục tạm thời phối thuộc cùng Hải đội Đặc vụ hoạt động tại vùng bờ biển Nicaragua, theo dõi tình hình tại đất nước này vào lúc diễn ra cuộc cách mạng, bảo vệ quyền lợi của Hoa Kỳ, và làm nhiệm vụ chuyên chở nhân sự Thủy quân Lục chiến và Hải quân.
Từ tháng 6 năm 1927 đến tháng 1 năm 1928, Smith Thompson đi sang vùng biển Địa Trung Hải và biển Adriatic, rồi đi đến vùng bờ Tây Hoa Kỳ để gia nhập Hải đội Khu trục trực thuộc Hạm đội Chiến trận. Vào ngày 1 tháng 8 năm 1929, nó khởi hành từ Bremerton, Washington cho lượt phục vụ thứ hai cùng Hạm đội Á Châu. Đi đến Yên Đài, Trung Quốc vào ngày 2 tháng 9, nó tham gia các cuộc tập trận hạm đội tại vùng biển Trung Quốc và Philippines cùng các đợt bảo trì tại Xưởng hải quân Cavite cho đến năm 1936. Do những rối loạn biến động của cuộc Nội chiến Trung Quốc, một đội khu trục được giữ lại tại vùng biển Trung Quốc bổ sung cho các đội pháo hạm tuần tra thường lệ, và trong nhiều dịp Smith Thompson được phân nhiệm vụ tạm thời cùng đội Tuần tra sông Dương Tử và Tuần tra Nam Trung Quốc. Vào ngày 1 tháng 2 năm 1932, nó cùng nhiều đơn vị khác của Hạm đội Á Châu được vội vã phái đến Thượng Hải để bảo vệ các tô giới quốc tế tại đây sau khi Nhật Bản tấn công bằng đường bộ và đường không vào phần thành phố do Trung Quốc kiểm soát. Nó tiếp tục hoạt động tuần tra đặc biệt dọc bờ biển Trung Quốc cho đến ngày 28 tháng 5.
Vào ngày 14 tháng 4 năm 1936, trên đường từ Manila đến Thượng Hải, Smith Thompson bị tàu chị em Whipple (DD-217) va phải phía giữa tàu. Không có thiệt hại về nhân mạng, nhưng nó bị hư hại nặng và phải được chiếc Barker (DD-213) cùng lớp kéo trở lại Philippines, về đến vịnh Subic vào ngày 17 tháng 4. Các khảo sát cho thấy con tàu không đáng để sửa chữa, và Smith Thompson được cho ngừng hoạt động tại Olongapo vào ngày 15 tháng 5. Tên nó được cho rút khỏi danh sách Đăng bạ Hải quân vào ngày 19 tháng 5 năm 1936, và lườn tàu được cho đánh đắm ngoài khơi vịnh Subic vào ngày 25 tháng 7 năm 1936.